# Monumento nacional marino Fosa de las Marianas
El monumento nacional marino Fosa de las Marianas está ubicado en el Pacífico occidental, es una zona protegida en el archipiélago de las Marianas, pertenecientes a los Estados Unidos, donde están prohibidas la mayoría de las actividades humanas.
Incluye las 14 islas que forman el Estado Libre Asociado de las Islas Marianas del Norte, y el territorio de Guam.
Fue creado en enero de 2009, conjuntamente con el Monumento nacional marino de las islas remotas del Pacífico y el Monumento nacional marino Atolón Rose.
Está prohibida la minería y la perforación; la pesca comercial y deportiva están restringida. Las islas albergan cientos de especies de peces y aves marinas, y decenas de especies de coral. Algunas de estas islas son también lugares importantes para las culturas de Polinesia y Micronesia, así como para la historia militar y de la aviación.
El 12 de abril de 2017, el monumento nacional fue incluido en la Lista indicativa de Estados Unidos, los bienes que el país remite a la UNESCO al considerarlos candidatos a ser declarados Patrimonio de la Humanidad.